# Tipula incisurata
Tipula incisurata är en tvåvingeart som beskrevs av Alexander 1940. Tipula incisurata ingår i släktet Tipula och familjen storharkrankar. Inga underarter finns listade i Catalogue of Life.